# Hit.com
『Hit.com』（ヒットコム）は、北海道テレビ（HTB）で1999年から2018年9月14日まで毎週金曜日の11:20 - 11:30に放送されていた情報番組。以前は月 - 金曜日通しの放送であったが、その後月・火曜日のみの放送となり、さらにその後金曜日のみの放送となっていた。またかつて月曜 1:15 - 1:35（日曜深夜）に放送されていた『Hit.com Night』（ヒットコム ナイト）についても記述する。

## 概要
開始当初は11:20 - 11:30に放送していたが、2011年上期のみ10:50 - 11:00の放送となり、同年10月から2014年3月までは11:20 - 11:30に放送していた。
2014年4月 - 9月は9:55 - 10:05に放送していた（金曜日に限り、『ワイド!スクランブル・第1部』（テレビ朝日制作）の11:30飛び乗りを継続していた〈月 - 木曜日は当時10:30開始でのフルネットに変更される〉。）が、同年10月より、『ワイド!スクランブル・第1部』を全曜日11:45飛び乗りに変更することに伴い、同年3月までの放送時間に復した。
2018年10月1日から、『ワイド!スクランブル・第1部』を全曜日フルネット（10:25開始）に移行するため、同年9月14日をもって終了。
また、上記とは別に月曜 1:15 - 1:35（日曜深夜）に『Hit.com Night』（ヒットコム ナイト）を20分枠で放送していたが、2023年3月26日をもって終了。後番組として4月6日より、『イチ盛り!』（木曜 14:20 - 14:48）を放送。引き続き高田まゆみ、大野恵、高橋春花（大野と高橋はHTBアナウンサー、週替わりで出演）が出演する。

## 出演者
※『Hit.com Night』終了時。
- 大野恵（HTBアナウンサー）
- 高橋春花（HTBアナウンサー）
  - 2人は週替わりで担当。
- 高田まゆみ（番組開始時より出演）[1]

### 過去の出演者
以下は、全員HTBアナウンサー（放送当時も含む）。
- 漣彰人[3]
- 五十嵐いおり[4]
- 菊地友弘（2012年4月 - 2014年3月）
- 大野恵（2011年4月 - 2012年3月)
- 村上亜希子（2005年4月 - 2011年3月）
- 吉田みどり（ - 2005年3月）
- 柳田知秀（2014年4月 - ）
- 五十幡裕介（2017年 - 2021年10月3日）
- 田口彩夏（2021年10月 - ）
- 森唯菜（2021年10月 - ）